# Cuddureddi (Alcamo)
I cuḍḍureḍḍi chî ficu di Alcamo sono dei dolci tipici delle festività natalizie che si preparano nel territorio alcamese.
Sono dei biscotti di pasta frolla ripieni di un impasto realizzato con fichi secchi, mandorle, noci, uva passa, miele, marmellata e cioccolato.
Dopo la cottura vengono ricoperti da una glassa di zucchero a velo aromatizzata al limone.